# Пенго, Бернар
Бернар Пенго (фр. Bernard Pingaud; 12 октября 1923, Париж — 25 февраля 2020, Юзес, Франция) — французский писатель

, эссеист.

## Биография
Учился в лицее Пастера в Нёйи-сюр-Сен и лицее Генриха IV в Париже. В 1941 году он участвовал в петенистском издании La Revue française: Cahiers de la Table Ronde, основанном Крисом Маркером. В 1943 году поступил в Высшую нормальную школу.
До 1974 года был секретарём парламента Франции — Национального собрания.
Во время Алжирской войны принимал участие в деятельности Комитета интеллигенции против продолжения войны в Северной Африке. Был одним из тех, кто подписал Манифест 121, призывавший правительство Франции признать войну в Алжире законной борьбой за независимость и осуждавший применение пыток со стороны французской армии.
В 1968 году он вместе с Мишелем Бютором основал Союз писателей и руководил им до 1973 года. Затем до 1979 года возглавлял исследовательскую группу секретариата культурной деятельности (Secrétariat à l’Action Culturelle) Социалистической партии Франции.
В 1983—1987 годах работал советником по культуре посольства Франции в Каире.

## Избранная библиография

### Романы и рассказы
- Mon beau navire (1943)
- L’Amour triste (1950)
- Le Prisonnier (1958)
- La Scène primitive (1965)
- La Voix de son maître (1973)
- L’Imparfait (1973)
- Adieu Kafka (1989)
- Bartoldi le comédien (1996)
- Tu n’es plus là (1998)
- Au nom du frère (2002)
- L’Andante inconnu (2003)
- Mon roman et moi (2003)
- L’Horloge de verre (2011)
- Vous (2015)

### Эссе
- Hollande (1954)
- Mme de la Fayette (1959)
- Tonia Cariffa (1961)
- Inventaire (1965)
- Entretiens (1966)
- Comme un chemin en automne, Inventaire II (1979)
- Le livre à son prix (1983)
- L’Expérience romanesque (1983)
- Les infortunes de la raison (1992)
- Les Anneaux du manège. Écriture et littérature (1992)
- Écrire (2000)
- La Bonne Aventure (2007)
- Une tâche sans fin (1940—2008) (2009)
- L’Occupation des oisifs (2013)